# Japanse pestvogel
De Japanse pestvogel (Bombycilla japonica) is een pestvogel uit de familie Bombycillidae. Het is een vogel die broedt in de boreale wouden van Oost-Azië en zuidelijker overwintert.

## Kenmerken
De lengte bedraagt ongeveer 18 cm lang, met een spanwijdte van 35 cm met opvallende kleuren. Het meest opvallende verschil met de in westelijk Europa voorkomende Europese pestvogel (Bombycilla garrulus) is de rode (soms roze) band op het uiteinde van de staart. Europese pestvogels hebben een gele staartband.
Het dier heeft een roodbruine kuif en gele (of rode) lakplaatjes aan het uiteinde van de staart. Hij heeft een zwarte wenkbrauw en een zwarte keelvlek. Het rugdek is roodbruin, de buikzijde is iets grauwer roodbruin. De onderdekstaartveren zijn kastanjebruin. De donker gekleurde vleugels zijn wit en geel getekend met opvallende scharlaken rode “lakplaatjes” aan de uiteinden van de vleugels. Deze zijn bij het vrouwtje duidelijk minder prominent aanwezig. Bij oudere mannetjes zie je deze lakplaatjes ook aan de staartveren. Van onder is de vogel licht gestreept. Hij heeft een zwarte snavel met een hoornkleurige aanzet. Het oog is bruin en de poten zijn zwart. De lichaamslengte bedraagt 16 cm.
Bij jonge vogels zijn de kin en keelvlek nog niet zwart. De huid van een pasgeboren pestvogel is geheel naakt en grauwzwart. De keelholte is intensief rood met blauwviolette vlekken aan iedere zijkant. De tong is purperpaars.

## Verspreiding en leefgebied
Deze vogel broedt in de Oost-Siberische taiga in naaldwouden. De broedtijd is betrekkelijk laat (juni - juli). De vogels overwinteren iets zuidelijker in Japan en Korea en verblijven dan in loofbossen en ook in parken en grote tuinen.

## Relatie met Nederland
De vogel werd in 1824 door Philipp Franz von Siebold beschreven aan de hand van door hem bemachtigde exemplaren in Japan. Von Siebold werkte in die tijd als arts op Dejima (Japan). De museumexemplaren liggen in Naturalis (Leiden).
De vogel is in Nederland waargenomen. In Amsterdam-Noord vloog er een op 26 september 2004 tegen een raam en in Wageningen zat er een tussen 3 tot 23 maart 2005 tussen gewone pestvogels. Waarschijnlijk betrof het in beide gevallen uit gevangenschap ontsnapte vogels.

## Status
De grootte van de wereldpopulatie is niet gekwantificeerd. In Japan werd in 2009 het aantal overwinterende vogels geschat tussen de 100 en 10.000. Men veronderstelt dat de soort in aantal achteruit gaat.Het leefgebied wordt door ontbossing in de broedgebieden sterk aangetast. Daarnaast wordt de vogel in China gevangen en als kooivogel verhandeld. Tussen 1998 en 2005 zijn meer dan 5000 vogels naar de Europese Unie geëxporteerd. Om deze redenen staat de Japanse pestvogel als gevoelig op de Rode Lijst van de IUCN.